# Сорафеніб
Сорафеніб (англ. Sorafenib, лат. Sorafenibum) — синтетичний лікарський препарат, який належить до групи інгібіторів тирозинкінази та Raf-серин/треонінкінази, що застосовується перорально. Сорафеніб розроблений у співпраці компаній «Bayer» та «Onyx Pharmaceuticals», та уперше схвалений FDA у 2005 році.

## Фармакологічні властивості
Сорафеніб — синтетичний лікарський засіб, який належить до групи інгібіторів протеїнкіназ. Механізм дії препарату полягає в інгібуванні ферментів тирозинкінази та Raf-серин/треонінкінази великої кількості клітинних рецепторів. Це призводить до пригнічення фосфорилювання рецепторів клітин, наслідком чого є порушення процесів мітозу та проліферації клітин, а також зниження ангіогенезу в пухлині. Оскільки мітотична активність є більшою в пухлинних клітин, то сорафеніб переважно блокує ріст та проліферацію пухлинних клітин, а також метастазування пухлини. Біологічною мішенню сорафенібу є білки DDR2, RAF1, KIT, KDR, FGFR1, FLT3, CDK8, CDK19 та PDGF-R. Сорафеніб застосовується для лікування раку нирки, як розповсюдженого, так і метастатичного, первинного раку печінки, у Європейському Союзі препарат отримав схвалення для лікування місцево-розповсюдженого або метастатичного диференційованого раку щитоподібної залози. Сорафеніб у клінічних дослідженнях виявив значну ефективність при застосуванні у випадку раку нирки, проте його ефективність та кількість побічних ефектів при його застосуванні у порівнянні з препаратом цієї ж групи сунітинібом є суперечливою, а згідно досліджень, проведених у Великій Британії, сорафеніб не рекомендований для лікування раку печінки, оскільки він не відповідає стандартам співвідношення ціна/якість. Хоча кількість побічних ефектів при застосуванні сорафенібу є досить значною, більшість із них є легкими та помірними.

### Фармакокінетика
Сорафеніб добре, але не повністю та відносно повільно всмоктується після перорального застосування, біодоступність препарату становить 38—49 %. Максимальна концентрація препарату в крові досягається протягом 3 годин після прийому препарату. Сорафеніб майже повністю (на 99 %) зв'язується з білками плазми крові, спостерігається також ентерогепатична циркуляція препарату. Препарат проходить через плацентарний бар'єр, даних за виділення в грудне молоко людини немає. Сорафеніб метаболізується у печінці з утворенням переважно активного метаболіту. Виводиться препарат переважно (на 77 %) із калом, частково із сечею, як у незміненому вигляді, так і у вигляді метаболітів. Період напіввиведення сорафенібу становить 25—48 годин, і цей час може змінюватися у хворих із важким порушенням функції печінки.

## Покази до застосування
Сорафеніб застосовують для лікування раку нирки, як розповсюдженого, так і метастатичного, та первинного раку печінки.

## Побічна дія
Хоча при застосуванні сорафенібу побічні ефекти спостерігаються відносно часто, у переважній більшості випадків вони є легкими або помірними. Найчастішими побічними ефектами сорафенібу є діарея, підвищена втомлюваність, стоматит, нудота, блювання, артеріальна гіпертензія, долонно-підошовний синдром, шкірний висип. Серед інших побічних ефектів препарату найчастішими є:
- Алергічні реакції та з боку шкірних покривів — дерматит, алопеція, еритема шкіри, акне, кропив'янка, сухість шкіри, синдром Стівенса-Джонсона, набряк Квінке, синдром Лаєлла, фотодерматоз, грипоподібний синдром, гарячка.
- З боку травної системи — езофагіт, запор, метеоризм, погіршення апетиту, гепатит, шлунково-кишкові кровотечі, кровотеча з ясен, холецистит, холангіт, гастроезофагеальний рефлюкс, сухість у роті, печінкова недостатність, жовтяниця, панкреатит, перфорація кишки, біль у роті, біль у язиці.
- З боку нервової системи — периферична нейропатія, дзвін у вухах, депресія, синдром зворотної задньої лейкоенцефалопатії.
- З боку серцево-судинної системи — серцева недостатність, гіпертензивний криз, підвищена кровоточивість, подовження інтервалу QT на ЕКГ.
- З боку дихальної системи — захриплість голосу, дихальна недостатність, респіраторний дистрес-синдром, пневмонія, пульмоніт.
- З боку сечостатевої системи — ниркова недостатність, еректильна дисфункція, гінекомастія.
- З боку опорно-рухового апарату — болі у м'язах і суглобах, рабдоміоліз.
- Інші побічні ефекти — гіпертиреоз, гіпотиреоз, кровотечі з пухлин, інфекційні ускладнення.
- Зміни в лабораторних аналізах — анемія, тромбоцитопенія, нейтропенія, лімфопенія, лейкопенія, гіпофосфатемія, гіпонатріємія, підвищення рівня креатиніну та сечовини в крові, підвищення рівня білірубіну в крові, підвищення рівня активності амілази, лужної фосфатази та амінотрансфераз, зміни рівня МНВ та протромбінового часу.

## Протипокази
Сорафеніб протипоказаний при підвищеній чутливості до препарату, при вагітності та годуванні грудьми, особам віком до 18 років.

## Форми випуску
Сорафеніб випускається у вигляді таблеток по 0,2 г.